# Léo Testut
Pour les articles homonymes, voir Testut.
Jean Léo Testut, né le 22 mars 1849 à Saint-Avit-Sénieur (Dordogne) et mort le 16 janvier 1925 à Bordeaux est un médecin et anatomiste français. Il fut professeur d'anatomie à Lyon : on lui doit un traité d'anatomie célèbre qui reste une référence dans cette discipline, rédigé en collaboration avec son élève Latarjet.
Son œuvre concerne non seulement l'anatomie mais aussi l'anthropologie, la préhistoire et l'histoire.

## Biographie
Léo Testut est le fils de Jean Testut et de Marie Deynat. Il effectue sa scolarité secondaire au petit séminaire de Bergerac puis va étudier la médecine à la faculté de Bordeaux. Ses études sont interrompues par la guerre de 1870.

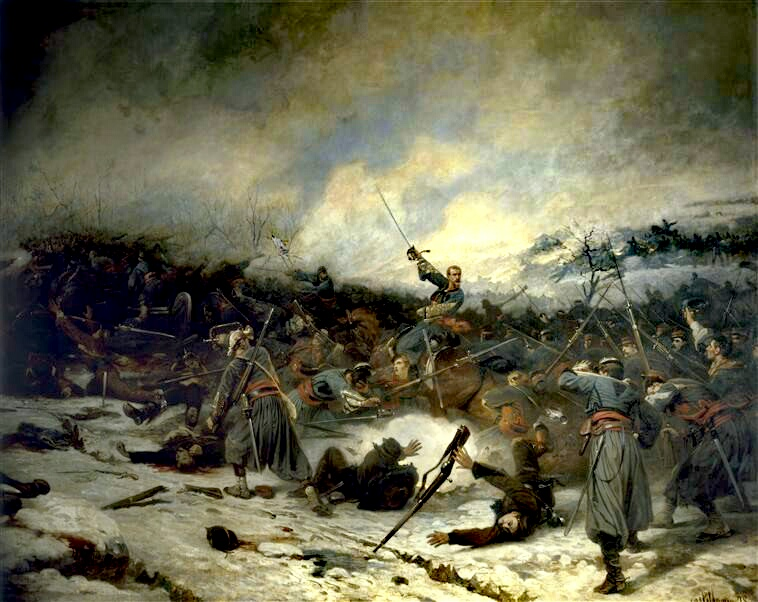
Les zouaves pontificaux à la bataille de Loigny (2 décembre 1870). Tableau de Charles Castellani (1838-1913)

Il s'engage dans l'armée de la Loire où il est affecté comme aide-major dans le régiment des zouaves pontificaux, devenu la Légion des volontaires de l'Ouest. Il assiste le Dr Barraud dans le 17e corps d'armée du général Louis-Gaston de Sonis à la bataille de Loigny. Ses actes lui valent la décoration d'« Ambulancier de Genève » et la médaille militaire française, assortie de la Légion d'honneur « pour mérites militaires » qu'il refuse à cette époque à cause de ce motif d'attribution.
Après la guerre, Léo Testut soutient sa thèse à Paris en 1876 devant un jury présidé par Vulpian, doyen de la faculté et membre de l'Académie des sciences. Cette thèse, intitulée De la symétrie dans les affections de la peau. Étude physiologique et clinique sur la solidarité des régions homologues des organes pairs, est récompensée par des médailles de plusieurs universités françaises et lui permet de devenir lauréat du prix Godard de l'Académie de médecine l’année suivante. Nommé chef de travaux d'anatomie à l'université de Bordeaux, il est, en 1881, agrégé de médecine. Il continue à étudier l'anthropologie dans d'autres universités. Nommé en 1884 titulaire de la chaire d'anatomie de la faculté de Lille, il obtient, par permutation, celle de la faculté de Lyon en 1886, ce qui lui permet de se rapprocher de sa région d'origine.
Ayant participé à plusieurs enquêtes criminelles au début du XXe siècle, il contribue aux débuts de la médecine légale.

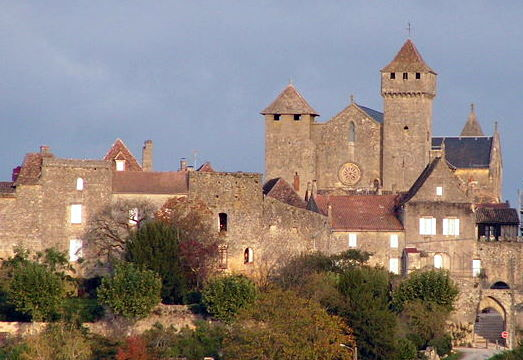
La bastide de Beaumont-du-Périgord, où Léo Testut vécut sa jeunesse et sa retraite.

Les domaines d'intérêt de Testut débordaient largement les limites de sa spécialité académique pour toucher à l'anthropologie, à l'archéologie et à l'histoire du Périgord. C'est ainsi qu'il réalise, en 1888 une étude anatomique de l'« homme de Chancelade » un squelette découvert dans l'abri du Reymondem à Chancelade. Léo Testut est aussi l'auteur d'une étude historique et archéologique de la bastide de Beaumont-du-Périgord, publiée en 1921. Il a fait don à la ville de Bergerac de sa riche bibliothèque personnelle. Il a donné à la Société historique et archéologique du Périgord des fonds permettant d'acquérir un hôtel particulier de Périgueux (16-18 rue du Plantier) et aussi le dolmen du Blanc à Nojals-et-Clotte.

## Œuvres
Léo Testut est l'auteur de plus de 90 publications dans les domaines de l'anatomie, de l'anthropologie, de la préhistoire et de l'histoire. Son œuvre la plus notable est son Traité d'anatomie humaine en 4 volumes, rédigé en collaboration avec le Lyonnais André Latarjet. Cet ouvrage se distingue par ses qualités d'écriture et ses illustrations. Il a joui d'une grande popularité et continue à être largement utilisé dans l'enseignement de l'anatomie, en France et dans de nombreux pays, notamment d'Amérique latine ; son iconographie constitue une source de référence pour d'autres ouvrages d'anatomie.
Dans les écoles de médecine modernes où le « Testut et Latarjet » est considéré comme le plus classique des manuels d'anatomie, circule l'anecdote selon laquelle Testut aurait utilisé pour constituer son traité ses propres notes de cours et des dessins réunis par lui durant ses études après avoir échoué à plusieurs reprises aux examens d'anatomie.

## Distinctions
- Léo Testut est fait commandeur de la Légion d'honneur en 1921[5] à titre civil, alors qu'il avait refusé cette décoration 50 ans auparavant à titre militaire
- Un musée de médecine de Lyon porte son nom, le Musée Testut-Latarjet
- Une rue de Bergerac porte son nom depuis 1931
- Le collège de Beaumont-en-Périgord porte son nom.